# 哈皮瓦利 (加利福尼亞州卡拉韋拉斯縣)
哈皮瓦利（英語：Happy Valley）是位於美國加利福尼亞州卡拉韋拉斯縣的一個非建制地區。該地的面積和人口皆未知。

## 地理
哈皮瓦利的座標為38°18′00″N 120°41′02″W / 38.30000°N 120.68389°W，而該地的平均海拔高度為460米（即1509英尺）。